# 永康頭殼秀
《永康頭殼秀》是臺灣的一個電視談話性節目，於壹電視新聞台（以下簡稱「壹新聞」）播出。2012年4月30日起，壹新聞於當地時間每周一至每周五晚間九點至十點播出。2013年5月10日停播。主持人是岑永康，代班主持人先後有朱學恆、蘭萱與鄭運鵬搭檔。

## 歷任主持人
- 2012年4月30日－2013年5月10日：岑永康主持

## 節目特性
邀請三位來賓，打破一般政論節目傳統沉悶的主持方式，以輕鬆、幽默、詼諧的方式來與來賓對談。談話主題包含政治、經濟、社會萬象。每集節目開場，皆會先簡單介紹主題，接著開始用「修改歌詞」唱歌的方式來帶入並討論。

### 靠貝爾獎
有時節目開場時會頒發「靠貝爾獎」，並選出一個得獎人，並進入討論主題。

## 外部連結
- 永康頭殼秀的Facebook專頁
- YouTube上的永康頭殼秀播放列表
- YouTube上的永康頭殼秀2播放列表

| 壹電視新聞台 星期一至星期五21:00－22:00 | 壹電視新聞台 星期一至星期五21:00－22:00 | 壹電視新聞台 星期一至星期五21:00－22:00 |
| --------------------------------------- | --------------------------------------- | --------------------------------------- |
|                                         | 永康頭殼秀 （2013.12.29 - 2013.05.10）  |                                         |
| 就是要問 （2010.12.29 - 2013.04.30）    | 大刑動 （2013.05.13 - 2013.05.26）      |                                         |